# Резня в Работо
Резня в Работо (фр. Massacre de Raboteau) — массовое убийство сторонников Жана-Бертрана Аристида гаитянскими военными, полицейскими и ультраправыми боевиками Frappe. Совершена в пригороде города Гонаив 22 апреля 1994 года. Привела к гибели предположительно нескольких десятков человек. Ускорила свержение гаитянской хунты американским военным вмешательством.

## Предыстория
В феврале 1986 года в Гаити был свергнут режим Жана-Клода Дювалье. После нескольких лет военного правления и хронической политической нестабильности в 1990 президентом был избран леворадикальный политик Жан-Бертран Аристид. Его приход к власти категорически не устраивал правые круги, консолидированные вокруг армейского командования.
29 сентября 1991 очередной военный переворот отстранил президента Аристида. К власти пришла военная хунта во главе с главнокомандующим генералом Раулем Седрасом, начальником штаба армии Филиппом Бьямби и начальником полиции Мишелем Франсуа. Хунта установила режим «дювальеризма без Дювалье». Оппозиция жестоко подавлялась государственными силовыми структурами и парамилитарной группировкой Фронт за развитие и прогресс Гаити (FRAPH, Frappe) во главе с дювальеристским дипломатом Эммануэлем Констаном, бывшим тонтон-макутом Луи-Жоделем Шамбленом и Мишелем Франсуа. Frappe квалифицировалась как «клон тонтон-макутов» и неофашистская организация. Была совершена серия расправ и политических убийств.

## Оппозиция трущоб
Сторонники Аристида действовали в подполье, но имели серьёзную поддержку. Свергнутого президента поддерживали беднейшие жители трущоб, многие представители интеллигенции, значительная часть буржуазии, недовольная произволом силовиков и «эскадронов смерти» (видным представителем последней категории являлся бизнесмен Антуан Измери, финансист Аристида, убитый боевиками Frappe).
Средоточием оппозиционный активности был Работо — трущобный пригород Гонаива. Здесь находили укрытие подпольщики, велась активная антиправительственная агитация, организовывались демонстрации. Весной 1994 хунта и руководство Frappe приняли решение о массированной зачистке Работо.

## Расправа
Атака началась утром 22 апреля 1994 года. Непосредственное командование осуществляли армейский полковник Карл Дорельен и командир вооружённых формирований Frappe Луи-Жодель Шамблен. Солдаты и боевики врывались в дома, избивали и арестовывали подозреваемых, убивали безоружных, в том числе стариков и детей. Многих подвергли пыткам и унижениям. Точное количество убитых неизвестно, поскольку мёртвых закапывали в безымянных могилах и сбрасывали в море. Документально установлена насильственная смерть 6 человек. Предполагается, однако, что погибли несколько десятков — возможно, до 50 человек.
Гаитянские левые, сторонники Аристида нередко применяли насилие в политической борьбе. Однако в случае Работо 22 апреля 1994 нет данных об организованном сопротивлении и о потерях нападающей стороны. Поэтому в данном случае речь идёт скорее о террористической атаке, нежели о вооружённом конфликте.
Резня в Работо не укрепила положение хунты. Массовая расправа вызвала всеобщее возмущение. Ужесточилась международная изоляция режима. Администрация США ускорила решение вопроса об устранении гаитянской хунты и возвращении Жана-Бертрана Аристида на президентский пост. В октябре 1994 президент Аристид вернулся к власти при поддержке американской морской пехоты.

## Суды и приговоры
Судебные процессы по делу о резне в Работо состоялись в 2000 году, после длительного изучения гаитянскими и иностранными юристами. В общей сложности к ответственности были привлечены 59 человек — военные, полицейские и гражданские ультраправые. 22 из них находились под стражей, 37 осуждались заочно.
Обвинения были предъявлены всем руководителям хунты и Frappe. Но реально 10 ноября 2000 перед судом в Гонаиве предстали в основном рядовые исполнители. Генералы Седрас, Бьямби, Дюреваль, полковники Дорельен, Франсуа, Вальмон, лидеры Frappe Констан и Шамблен сумели эмигрировать.
Из 22 подсудимых 12 были приговорены к пожизненному заключению, 6 к различным тюремным сроком, 4 оправданы.
16 ноября 2000 года ещё 37 человек — высшие руководители режима, армейские и полицейские чины, лидеры ультраправых боевиков (в том числе Седрас, Бьямби, Франсуа, Дюреваль, Констан, Шамблен) — были признаны виновными и заочно приговорены к пожизненному заключению.

## Оправдательные вердикты
В феврале 2004 года президент Аристид снова был свергнут в результате восстания. В изменившейся политической обстановке 5 мая 2005 Верховный суд Гаити отменил приговоры в отношении 15 солдат и боевиков, осуждённых в ноябре 2000. Данное решение вызвало протест Международной Амнистии. Так или иначе, к тому времени никто из осуждённых не находился в заключении — один умер, остальные совершили побег.
В августе 2005 был оправдан и Шамблен (несмотря на протест посла США). Он стал одним из лидеров правой партии Фронт национальной реконструкции.
Седрас проживает в Панаме.
Бьямби скончался в Панаме в 2008.
Франсуа занимается бизнесом в Гондурасе. Считается, что он сохранил серьёзное влияние на политику Гаити, связан с президентом Мартейи.
Констан отбывает в США тюремный срок за мошенничество с ипотечными кредитами.
Дорельен бежал в США, был экстрадирован в Гаити в 2003, на следующий год освободился после изгнания Аристида. В 2007 американский суд обязал его выплатить 4,3 млн долларов семьям погибших. Эти средства были получены за счёт его лотерейного выигрыша и распределены в Гаити.